# جوزيف هيرمانز
جوزيف هيرمانز هو مجدف بلجيكي، (و. القرن 19  م).

## وصلات خارجية
- جوزيف هيرمانز على موقع الاتحاد الدولي للتجديف (الإنجليزية)
- جوزيف هيرمانز على موقع أوليمبيديا (الإنجليزية)